# Efecto copia
El efecto copia o efecto eco es un problema que sobreviene por un mal almacenamiento de la cinta de bobina abierta (tipo de cinta magnética de audio).

## Definición
El efecto eco (en inglés, print-through) se da cuando, por contacto entre dos cintas magnéticas, una induce su magnetismo a otra (o a sí misma, de una capa a otra adyacente). Este efecto eco se manifiesta en forma de preeco o poseco.
- Preeco: Se oye por adelantado lo que hay grabado. Por suerte, es una señal de bajo nivel.
- Poseco. Se oye parte de lo que se acaba de oír.

El poseco es preferible al preeco, porque puede quedar enmascarado con la reverberación. El preeco, afortunadamente, es una señal de bajo nivel.
Estos desagradables efectos se pueden eliminar utilizando técnicas de reducción de ruido porque, como quedan antes o después de la señal, el equipo los interpreta como un ruido más.
Para almacenar correctamente las cintas lo que hay que hacer es almacenar las cintas de cola. Esta expresión quiere decir que se ha de dejar la última zona grabada en la zona más externa del carrete, es decir, sin rebobinarla. Tal cual ha quedado tras la grabación o reproducción, dejando una zona virgen, sin sonido. Si se almacenan las cintas de cola, se evita que dos zonas grabadas queden juntas, pues siempre se deja un fragmento virgen. Almacenar las cintas de cola es más importante de lo que parece. Tanto que, incluso, se ha establecido una especie de protocolo sobre cómo ha de hacerse: tras la última señal grabada se inserta un trozo de cinta roja que identifica el punto.
Tampoco es conveniente rebobinar o bobinar la cinta mediante avance o rebobinado rápido, pues las cintas sólo tienen un bobinado uniforme en reproducción o grabación. 
- Datos: Q5820167